# Claude Santarelli dit Santa
 (octobre 2021).
Pour les articles homonymes, voir Santarelli.
Claude Santarelli, dit Santa est un sculpteur français né à Paris, dans le  6e arrondissement, le 6 mars 1925 et mort dans la même ville, dans le  12e arrondissement, le 10 mars 1979. 

## Biographie
Claude Santarelli étudie de 1942 à 1950 -avec une interruption de 1944 à 1945 pendant laquelle il est engagé volontaire- la sculpture à l'école des beaux-arts de Paris où il fréquente les ateliers de Marcel-Armand Gaumont et de Hubert Yencesse. 
Appelé comme styliste à la Verrerie d'Arques (ARC International), il s'installe à Saint-Omer en 1951. Après une seconde interruption de 1951 à 1958, Claude Santarelli prend un nouveau départ et adopte l'abstraction. Il débute par des assemblages et des accumulations de déchets industriels : tubes, barres, cornières, etc. Le fer étant peu malléable, il choisit par la suite de travailler le laiton.
Il est invité en 1965 à participer au premier Symposium du Québec à Montréal et ses efforts sont couronnés en 1970 par le prix André Susse de la Jeune Sculpture. 
Ses contacts avec le joaillier parisien Gennari lui permettent de réaliser en 1972 ses premiers bijoux. 
Il fut marié à Sylviane Garnier, responsable d'une petite galerie d'art moderne, rue de Wissocq à Saint-Omer. 
La ville de Tournan-en-Brie lui a rendu hommage en baptisant de son nom une école (École Claude Santarelli) et un rond-point, orné d'une de ses œuvres (Rond-point Claude Santarelli).
Ses œuvres sont actuellement vendues aux enchères dans de grandes ventes. Une première rétrospective a été organisée par le musée de l'hôtel Sandelain de Saint-Omer du 24 mars au 30 avril 1973 et une deuxième par le musée de La Galerie de l'ancienne poste à Calais en octobre 1981.